# Niezapominajka piaskowa
Niezapominajka piaskowa (Myosotis stricta Link ex Roem. & Schult.) – gatunek rośliny należący do rodziny ogórecznikowatych. Występuje w całej Europie, w północnej Afryce, na Bliskim Wschodzie, w Iranie i zachodnich Himalajach oraz na Syberii. W Polsce gatunek jest pospolity z wyjątkiem Karpat i północno-wschodniej części kraju, gdzie jest rzadki lub lokalnie go brak (w polskich górach rośnie do ok. 400 m n.p.m.). Jest to drobna roślina roczna rosnąca w miejscach suchych i piaszczystych.

## Morfologia
PokrójRoślina z rozgałęziającymi się, prosto wzniesionymi łodygami osiągającymi od kilku do 20, rzadko do 30 cm wysokości. Cała roślina pokryta odstającymi włoskami o nierównej długości, osiągającymi do 0,5 mm.
LiściePodługowato-eliptyczne, siedzące. Liście odziomkowe zebrane w przyziemną rozetę, na szczycie zaokrąglone, osiągają do 12 mm długości i 5 mm szerokości. Liście łodygowe osiągają do 15 mm długości i 6 mm szerokości, na szczycie tępe lub zaokrąglone. Ku górze liście malejące. Liście z obu stron pokryte są włoskami długości do 1 mm, przy czym z góry włoski są gęstsze. Od dołu na liściach (i poniżej ich nasady na łodygach) występują także włoski haczykowate.
KwiatyZebrane w sierpik, początkowo gęsty i krótki, ale po przekwitnieniu wydłużający się i w końcu dłuższy od ulistnionej części łodygi, osiągający do 18 cm długości. W dolnej części kwiatostanu kwiaty wsparte są liściastymi przysadkami. Szypułka kwiatowa odstająco owłosiona i tylko 1 mm długości, w czasie owocowania osiągająca maksymalnie do 2,5 mm. Zarówno w czasie kwitnienia, jak i owocowania, szypułki są wzniesione. Działki kielicha od 2 do 4 mm długości, do połowy lub głębiej rozcięte, pokryte włoskami haczykowatymi. Korona kwiatu niebieska, z rurką krótszą od kielicha, osiąga do 2 mm średnicy.
OwoceW kwiatach powstają po cztery jajowate rozłupki o długości ok. 1 mm, błyszczące, po dojrzeniu ciemnobrązowe. Owoce dojrzewają w zamkniętym kielichu.

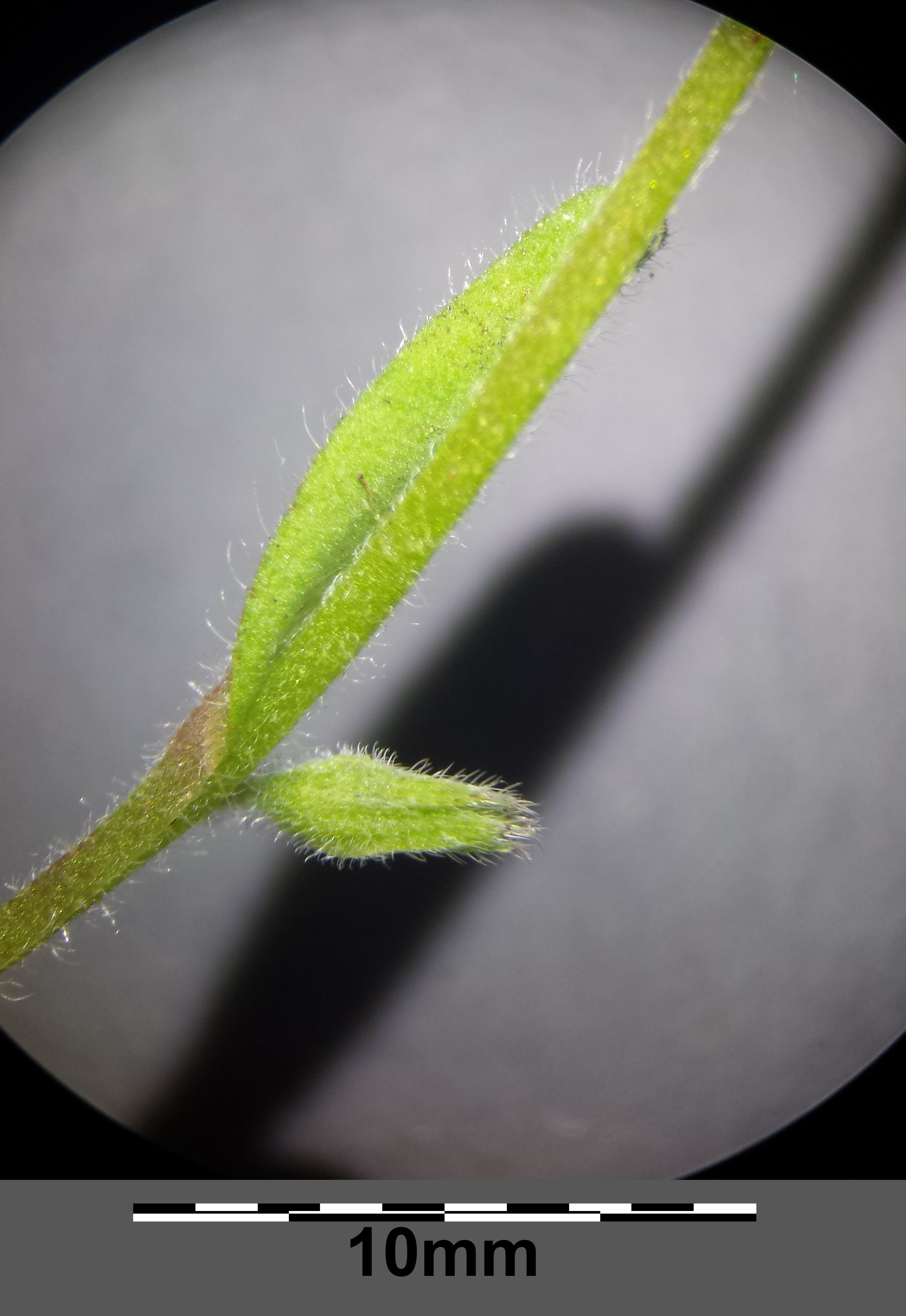
Dolny kwiat z przysadką
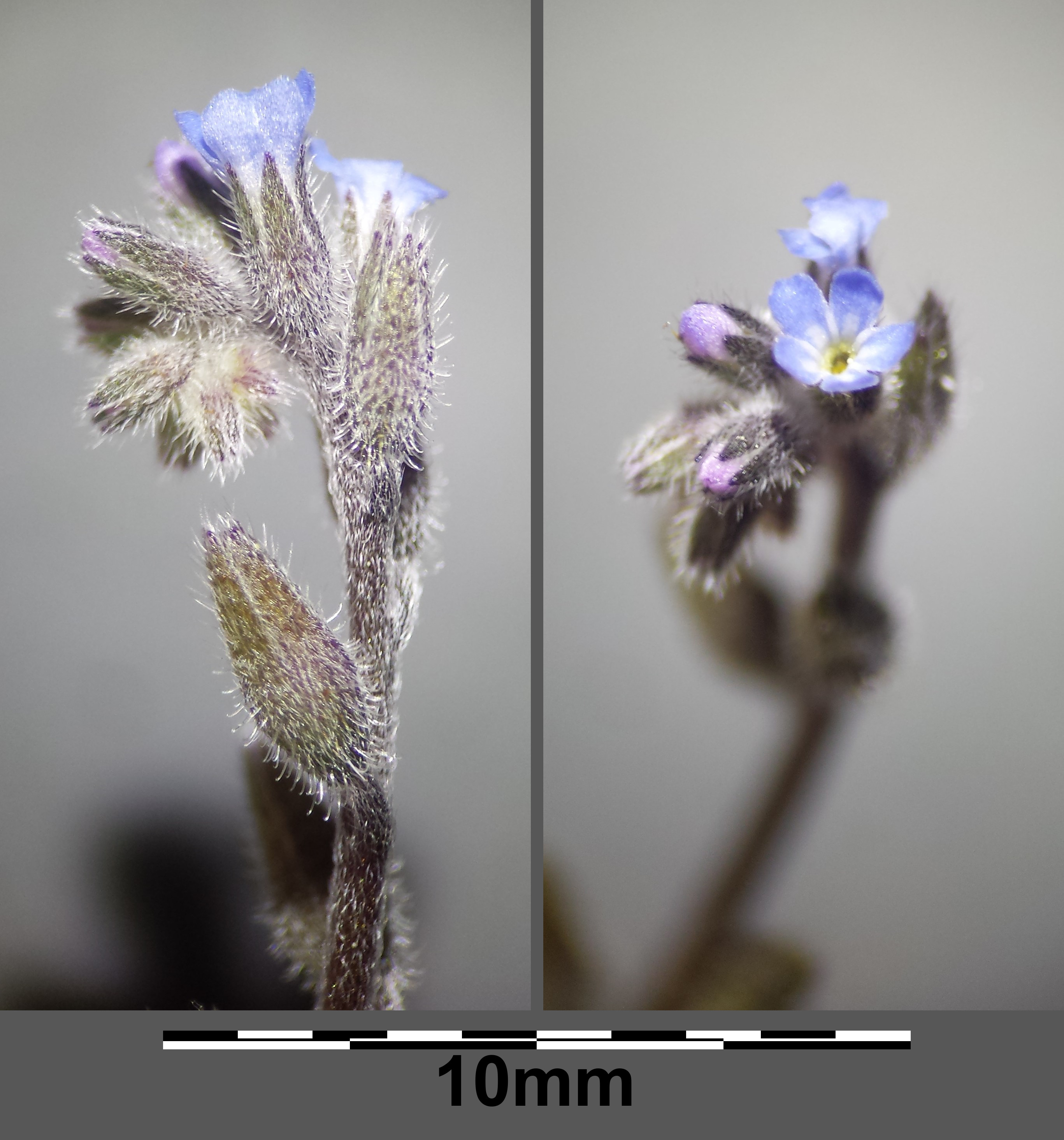
Kwiaty
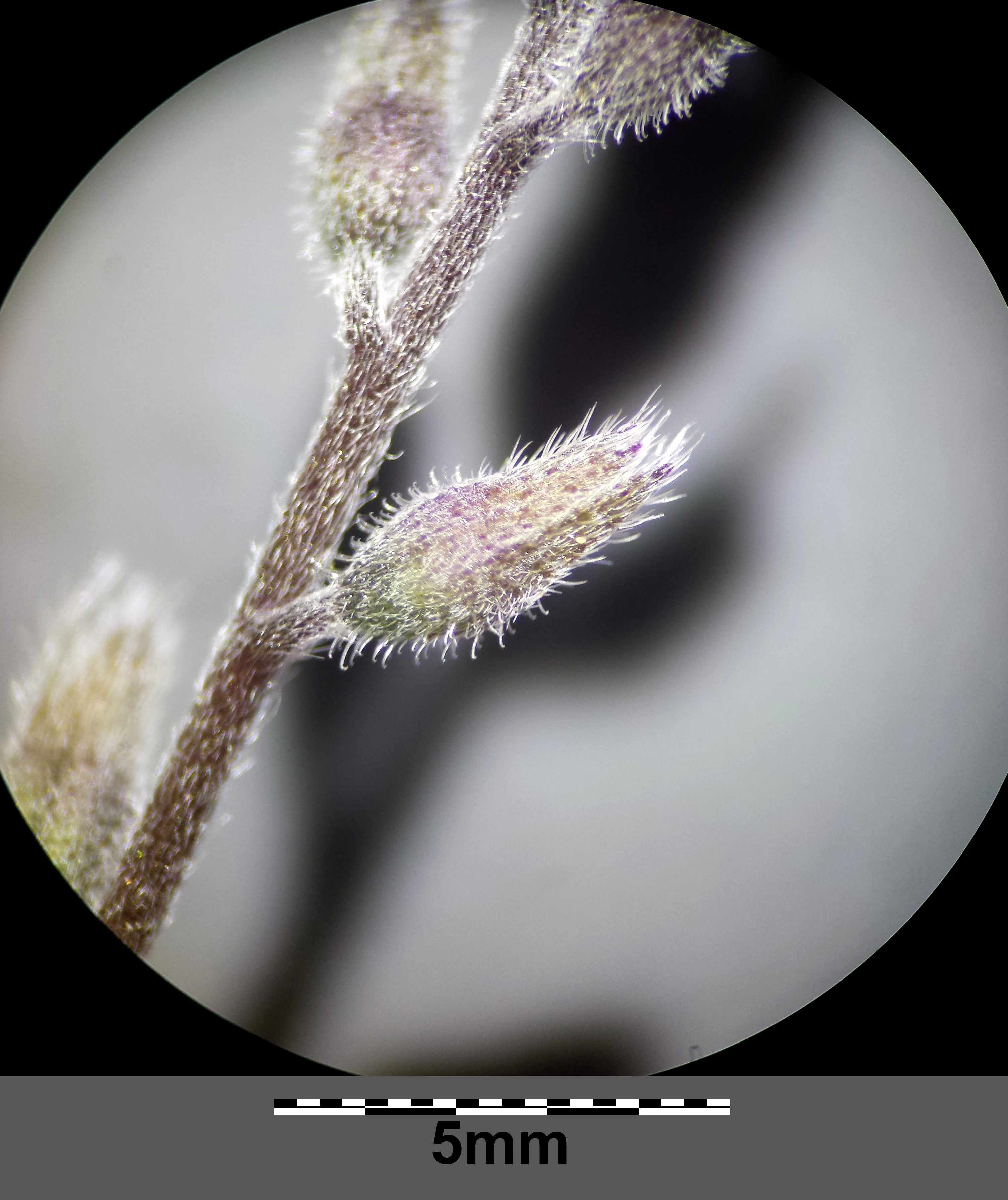
Owoc zamknięty w kielichu
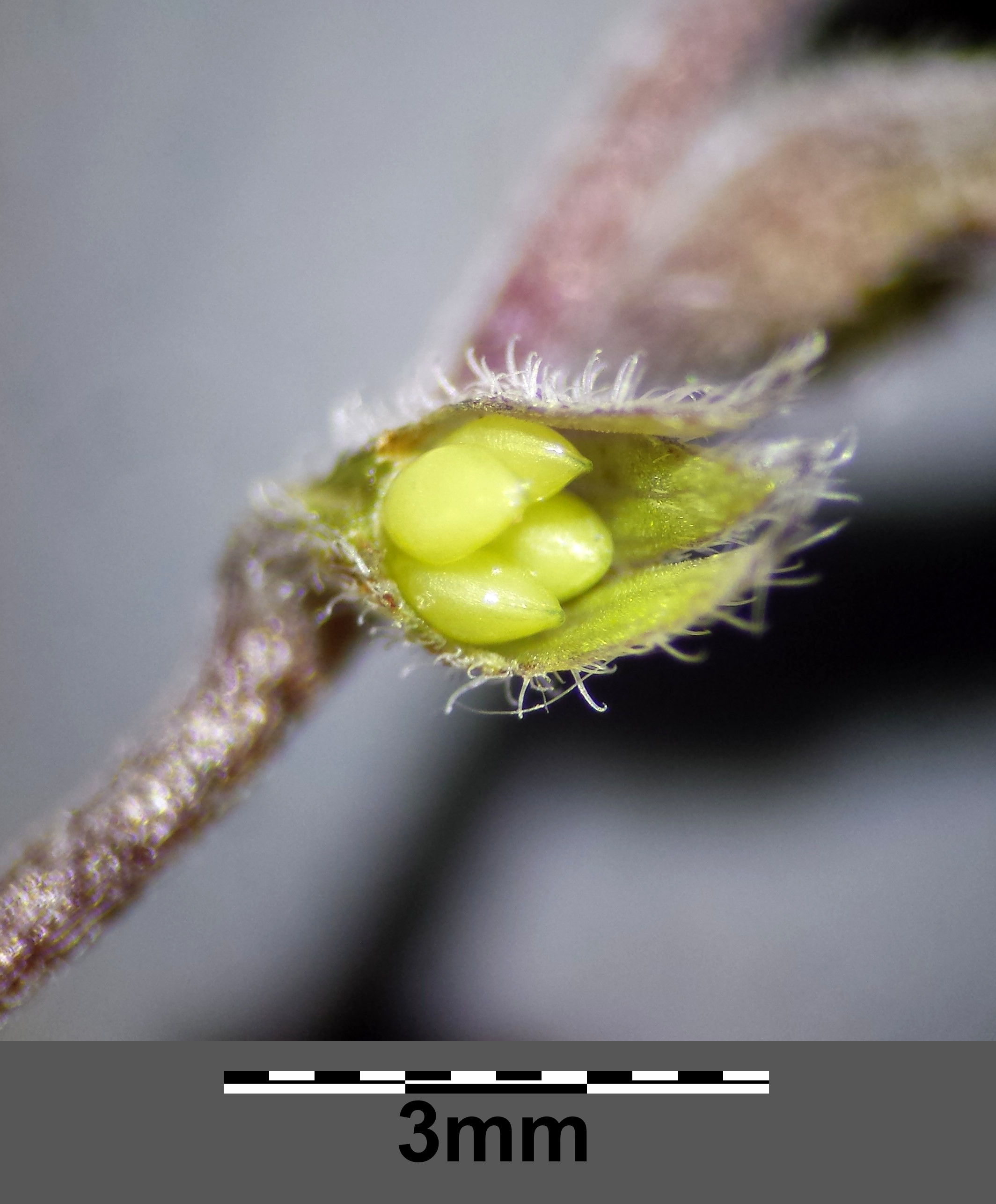
Owoc odsłonięty
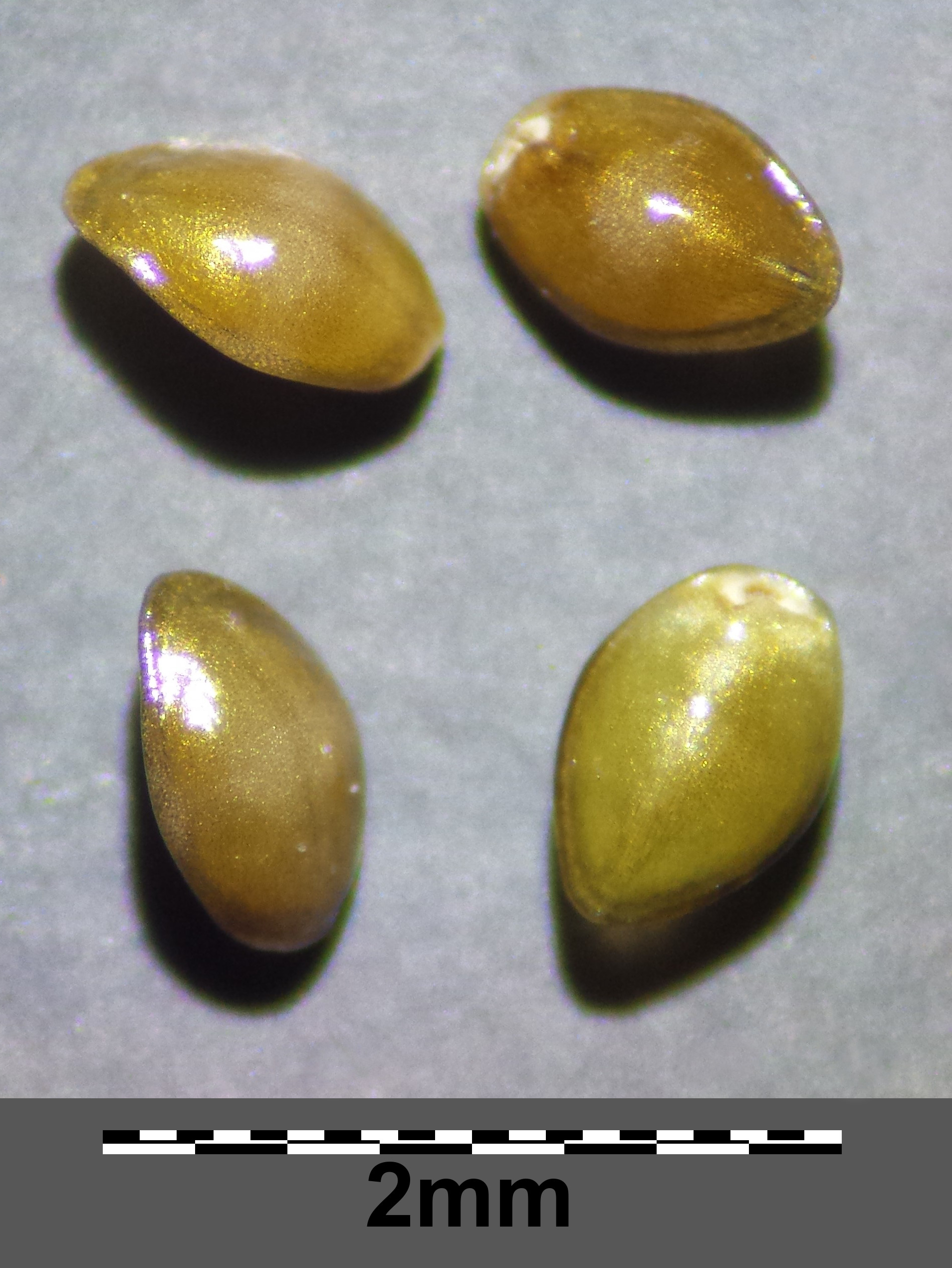
Rozłupki

Gatunki podobneW Europie Środkowej drobne kwiaty rozwijające się na szypułkach krótszych od kielicha mają dwa gatunki odróżniające się od niezapominajki piaskowej brakiem liści w obrębie kwiatostanów – niezapominajka różnobarwna M. discolor i niezapominajka pagórkowa M. ramosissima. Ta pierwsza ma kwiaty początkowo żółte lub kremowe, a starsze niebieskie o rurce dłuższej od kielicha. Druga ma kwiaty podobnie jak piaskowa cały czas niebieskie i o krótkiej rurce, wyróżnia się dodatkowo przylegająco owłosionymi szypułkami. W czasie owocowania szypułki odstają, a nie są wzniesione, a kielichy są otwarte, a nie zamknięte jak u niezapominajki piaskowej.

## Biologia i ekologia
Roślina jednoroczna. Rośnie w miejscach suchych i nasłonecznionych, w murawach, na wrzosowiskach, piaszczystych odłogach i polach. Kwitnie od kwietnia do czerwca.
Liczba chromosomów 2n = 48.